# ブリュマト
ブリュマト（Brumath）は、フランス、グラン・テスト地域圏、バ＝ラン県のコミューン。

## 地理
ブリュマトは国道63号線を通じてストラスブールの17km北、アグノーの13km南にある。西にはA4のバイパスがある。
ゾルン川がコミューンを横断し、マルヌ・オー・ラン運河が南西部を通過する。

## 由来

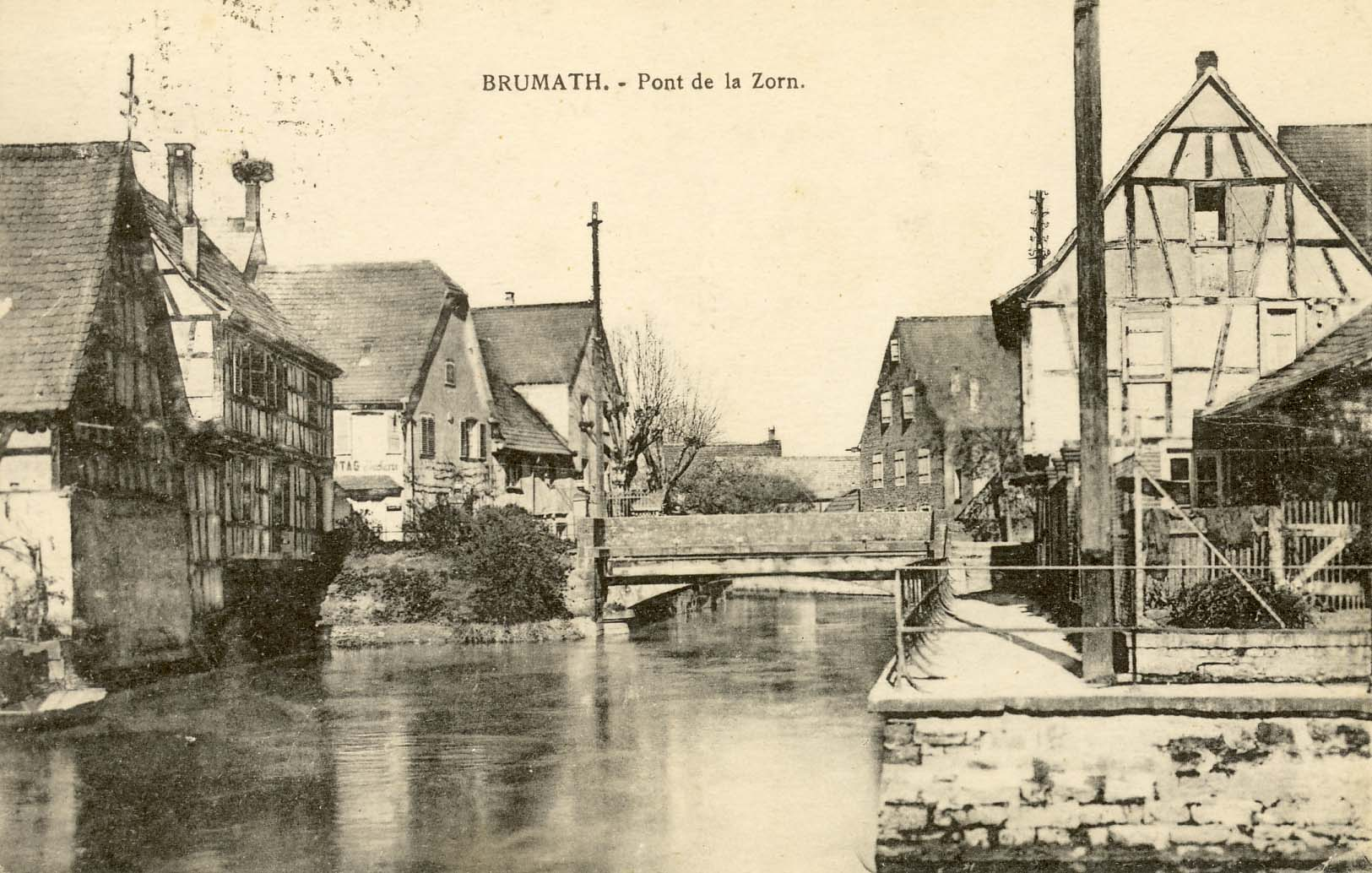
1932年に撮影されたブリュマトとゾルン川

ブリュマトの名は2世紀のプトレマイオスの地図においてBrokomagos、3世紀のl'itinéraire d'AntoninにおいてBrocomagusとして現れる。2世紀から4世紀まで、ラテン語のBrocomagosであった。770年にはBrocmagadという都市として記され、889年にはBruochmagadであった。973年にはPruomat、979年にはBruomade、1165年にはBrumatであった。

## 歴史
ブリュマトは過去5000年以上、中断なしに人が定住してきたアルザスにおける数少ない場所である。ケルト系のトリボシ族の本拠地で、ガロ＝ローマ時代はBrocomagusの名であった。
紀元前58年、ガイウス・ユリウス・カエサルによってアリオウィストゥスが退けられると、ローマ人によってトリボシ族はライン川右岸での定住を許された。低アルザスはトリボシ族のCivitas Tibocorumとなり、その首都が現在のブリュマトである。ほぼ4世紀にわたるローマの平和な時代(パクス・ロマーナ)にブリュマトは築かれた。しかしローマが衰退すると、ブロコマグスは滅びた。
13世紀、ブリュマトは低アルザスの辺境伯領となった。14世紀には町の地位に昇格している。リヒテンベルク家とライニンゲン家がブリュマトの支配権をめぐって絶え間なく衝突した。

## 人口統計
| 1962年 | 1968年 | 1975年 | 1982年 | 1990年 | 1999年 | 2006年 | 2010年 |
| ------ | ------ | ------ | ------ | ------ | ------ | ------ | ------ |
| 6801   | 7357   | 6888   | 7702   | 8182   | 8930   | 9737   | 9937   |

参照元:INSEE · とCassini